# بیمارستان بم
بیمارستان بم  مربوط به دوره پهلوی اول است و در بم، خیابان امام خمینی (ره) واقع شده و این اثر در تاریخ ۲۷ مرداد ۱۳۸۲ با شمارهٔ ثبت ۹۵۸۸ به‌عنوان یکی از آثار ملی ایران به ثبت رسیده است.